# Yusaku Ueno
Yusaku Ueno (上野 優作 Ueno Yusaku?), född 1 november 1973 i Tochigi prefektur, är en japansk fotbollstränare och före detta fotbollsspelare.. 
Ueno började sin karriär 1996 i Avispa Fukuoka. Efter Avispa Fukuoka spelade han för Sanfrecce Hiroshima, Kyoto Purple Sanga, Albirex Niigata och Tochigi SC. Han avslutade karriären 2008.
Ueno är sedan 2023 tränare för FC Gifu.